# جورج والتون
جورج والتون (به انگلیسی: George Walton) سناتور سابق عضو حزب فدرالیست (آمریکا) بود. وی در سال ۱۷۹۵ تا ۱۷۹۶ میلادی سناتور ایالت جورجیا در سنای ایالات متحده آمریکا بود.